# Kályhacső rendszer
A mérnöki tudományokban és a számítógép-programozásban a kályhacső rendszer egy olyan rendszer pejoratív megnevezése, aminek megvan a lehetősége arra, hogy információkat vagy funkcionalitást osszon meg, de nem teszi. A kifejezés azt a képet idézi fel, hogy kályhacsövek nyúlnak egy épület fölé, és külön-külön működnek.  Ennek egyszerű példája, ha külön-külön kérnek felhasználói nevet és jelszót, ahelyett, hogy közös hitelesítést használnának.
A kályhacsövek olyan rendszerek, amelyeket speciális problémák megoldására készítettek. Jellemzőjük a korlátozott fókusz és funkcionalitás, és az, hogy nehezen lehet tőlük információhoz jutni.
Általában antimintáknak tekintik, melyeket már létező, legacy rendszerekben találnak. Ennek oka a kód újrahasználásának hiánya, következménye pedig a szoftver törése, mivel a potenciálisan általánosabb függvényeket csak szűkebb bemenetekre használják.
Bizonyos esetekben akár előnyös is lehet, mivel függőlegesen integrálják egy nagyobb rendszerbe, és elkerülhető vele a függőségi pokol.  Például a Microsoft Excel csapata saját C fordítót alkotott, ami segítette a határidők betartását, a jó minőségű kód készítését, és kis, keresztplatformos kódot hozott létre.

## Fordítás
Ez a szócikk részben vagy egészben  a   Stovepipe system című angol Wikipédia-szócikk fordításán alapul.  Az eredeti cikk szerkesztőit annak laptörténete sorolja fel. Ez a jelzés csupán a megfogalmazás eredetét és a szerzői jogokat jelzi, nem szolgál a cikkben szereplő információk forrásmegjelöléseként.